# Episodi de La fattoria Clarkson
La prima stagione della serie televisiva La fattoria Clarkson, composta da 8 episodi, è stata distribuita su Prime Video l'11 giugno 2021.
| nº | Titolo originale | Titolo italiano    | Pubblicazione  |
| -- | ---------------- | ------------------ | -------------- |
| 1  | Tractoring       | Il trattore        | 11 giugno 2021 |
| 2  | Sheeping         | Le pecore          | 11 giugno 2021 |
| 3  | Shopping         | Lo spaccio         | 11 giugno 2021 |
| 4  | Wilding          | Rinaturalizzazione | 11 giugno 2021 |
| 5  | Pan(dem)icking   | Pan(dem)ico        | 11 giugno 2021 |
| 6  | Melting          | Sciogliersi        | 11 giugno 2021 |
| 7  | Fluffing         | Progetti secondari | 11 giugno 2021 |
| 8  | Harvesting       | Il raccolto        | 11 giugno 2021 |